# روی کمرون
روی کمرون (انگلیسی: Roy Cameron؛ ۳۰ ژوئن ۱۸۹۹ – ۲۰ اکتبر ۱۹۶۶) یک دانشمند در زمینه آسیب‌شناسی اهل استرالیا بود. 
وی همچنین برنده جوایزی همچون مدال پادشاهی شده است.